# 向日葵の教会と長い夏休み
『向日葵の教会と長い夏休み』（ひまわりのきょうかいとながいなつやすみ）は、2013年3月29日に枕から発売された18禁恋愛アドベンチャーゲームである。 略称は「ひまなつ」。「萌えゲーアワード2013」BGM賞・金賞作品。
2013年11月28日には、新ブランド・けろ枕よりPlayStation 3／PlayStation Portable版『向日葵の教会と長い夏休み -extra vacation-』が発売された。

## 概要
枕のブランド6作目。田舎に建つ教会を中心に、主人公とヒロイン達が過ごす夏を描く物語である。キャッチコピーは「変わらないものがある。変わっていくものもある。それでも――帰りたくなる場所がある。」。
作品企画としては、テーマ「郷愁」（心の帰る場所）を踏まえたストーリーを重視しつつ、キャラ萌えと和気藹々とした雰囲気をプレイヤーに楽しんでもらえる作品を目指した。また、企画・シナリオを担当した藤倉絢一によれば、ブランドの前作『いきなりあなたに恋している』などでストーリー面の不足に不満を持つファンがいたため、本作ではJ・さいろーと紺野アスタをシナリオライターに起用した。
PS3/PSP版では、PC版でサブキャラクターだった鮎ヶ瀬月子がヒロインに昇格し、シナリオ・CG・エンディングテーマが追加された。

## ストーリー
（出典：）
明日葉陽介は、自分がかつて育った朧白（おぼしろ）教会が取り壊されると聞き、故郷・朧白村へ8年ぶりに帰ってきた。再会した幼馴染みの少女達や、新たに出会った雛桜などと共に、懐かしい教会での最後の夏が始まる。

## 登場人物
（出典：）

### 主人公
明日葉 陽介（あしたば ようすけ）
174cm  63kg
天秤座O型　趣味：特になし
本作の主人公。バイトしながら関西の大学へ通う苦学生。幼少時に身寄りを失い、朧白教会に引き取られて育ったが、8年前に村を出て東京へ移った。真面目で周囲に気を遣う性格だが、村を離れてからは女友達もろくにおらず、女性の扱いには慣れていない。教会で共同生活をしていたため、料理や家事は得意。かつて天海に鍛えられ、今も肉体労働のバイトをしているので、それなりに体力がある。
朧白教会がこの夏に取り壊されると聞き、夏休みを使って8年ぶりに朧白村へ帰郷した。幼馴染みのヒロイン達の兄貴兼保護者の役回りで、彼女らに久々に再会して嬉しく思っているが、8年間の変化や成長に戸惑ってもいる。

### ヒロイン
夏咲 詠（なつさき よみ）
声：夏野こおり
149cm  37kg  B69(A)/W50/H70
牡羊座AB型　趣味：昼寝
陽介より2歳下の幼馴染み。アレルギー体質で歳の割に体が小さく、昔と雰囲気が変わっていない。8年前に体調を崩し、静養のために朧白村を離れたが、陽介と同じ日に帰郷して教会に滞在している。動物好きで、かつては教会の裏手にあるペットセメタリーの墓守を務めていた。年齢的にヒロイン達のお姉さん役で、面倒見が良く何事も一生懸命だが、空回りしてイジられてしまうことも多い。
野々原 雛桜（ののはら ひなざくら）
声：雪都さお梨
148cm  35kg  B67(A)/W49/H68
獅子座O型　趣味：高い所に登る
陽介の帰郷と同じ日に教会に引き取られた女の子。おとなしいが素直で行動力があり、教会や村で出会う新しいことに興味津々。陽介やヒロイン達の妹分としてかわいがられている。毎朝の教会の鐘つきが仕事。
鷺月 ルカ（さぎつき ルカ）
声：かわしまりの
160cm  44kg  B85(D)/W54/H82
射手座O型　趣味：読書
朧白学園生。詠より2歳年下で金剛石と同じ歳。陽介達の幼馴染みで、村の商店街にある八百屋の娘。勝ち気で明るいしっかり者で、村を出た陽介に代わって教会の手伝いをしている。小さい頃から本好きで、詩や小説などに詳しい。なぜか陽介には姉ぶって甘えさせたがり、耳年増なこともあって時々おかしな行動に出る。夏休みなので、家に許可をもらって教会で寝泊まりしている。
朧白・ヒポポ・金剛石（おぼしろ ヒポポ だいや）
声：如月葵
157cm  49kg  B92(G)/W57/H86
獅子座B型　趣味：トマトの栽培
朧白学園生。村長の孫娘で、陽介達の幼馴染み。お嬢様育ちで一般常識に疎く、好みやセンスが少しずれている。並外れた行動力を持ち、何か思いつくと勢いで突っ走るムードメーカーだが、よく門限を破ってはメイド長の麗奈に無理矢理屋敷へ連れ戻されている。教会の裏庭にある菜園の世話を担当し、土にまみれながら野菜を育てている。
鮎ヶ瀬 月子（あゆがせ つきこ）
声：羽鳥空
154cm  39kg  B73(B)/W53/H73
水瓶座A型　趣味：お菓子作り
陽介達の幼馴染みで、ルカや金剛石より2歳年下。村の駄菓子屋「鮎ヶ瀬堂」の看板娘で、よく差し入れのお菓子を持って教会を訪ねてくる。無邪気で素直な性格。愛する朧白村の村おこしのため、新しい朧白銘菓の開発に情熱を燃やしている。
※PC版ではサブキャラクターだったが、PS3/PSP版でヒロインに昇格した。

### サブキャラクター
二階堂 麗奈（にかいどう れいな）
声：楠鈴音
168cm  52kg  B90(E)/W58/H86
A型
幼少時から朧白家に仕える敏腕メイド長。クールで仕事に冷徹で、金剛石には「鬼階堂」と呼ばれている。
荒川 天海（あらかわ てんかい）
声：寒上優斗
198cm  82kg
B型
教会を設立した神父。陽気な酒好きで、武道を嗜み陽介とバトルを楽しむ肉体派。毎晩ミサを立て、祈りや説教はカトリック式で行うが、陽介やヒロイン達への教えはなぜか仏教用語が多い。これまで何人もの孤児を引き取り、教会で育ててきた。
夏咲 瀬利奈（なつさき せりな）
詠の母親。心優しい人。
野々原 梢（ののはら こずえ）
声：和葉
雛桜の母親。お嬢様育ちの美人。
今井 市子（いまい いちこ）
声：姫川あいり
雛桜の親友。クールでマイペースで、「エア彼氏」と付き合うためにハウツー本を読んだりする変わり者。雛桜には「ちーこ」と呼ばれている。
カルロス 田中（カルロス たなか）
声：永倉仁八
秋葉原に事務所を構える私立探偵。天海と旧知の仲。
黒井（くろい）
声：永倉仁八
細身でニヒルな男。元ボクサーで身のこなしが軽い。
朧白 瑠璃子（おぼしろ るりこ）
声：如月葵
金剛石の母親。娘には過保護で厳しい。
朧白 傳兵衞（おぼしろ でんべえ）
声：真木将人
金剛石の祖父。朧白村の村長。
寝子麗（ねこま）
声：平野響子
猫の妖怪。

## 作品舞台
（出典：）
三珠（みたま）郡朧白村
本作の舞台。朧白湾を望む漁港の村で、住民ほとんどが顔見知りな程度の人口。海あり山ありの風光明媚な土地だが、公共交通機関は路線バスしか通っていない田舎。
朧白教会
朧白湾の西側に張り出す岬の崖上に建つ教会。夏になると周囲に向日葵が咲き乱れることから「向日葵の教会」と呼ばれている。30年近く前、廃屋だった別荘を天海が買い取り、改修して教会とした。しかし信者数減少のため、この夏に隣町の大きな教会と併合され、取り壊されることになった。
ペットセメタリー
朧白教会の裏手に広がるペットの墓地。かつては詠が墓守として管理していた。村人達の亡くなったペットの他、野生の動物も埋葬されることがある。
秘密基地
教会の裏にある菜園の脇に建つ納屋。幼少時に陽介達が「秘密基地」としてたまり場にしていた。今は村の住民達の物置になっている。
向日葵の道
村を見下ろす丘の上にある、両側を向日葵に囲まれた道。密かな観光スポットになっている。

## 主題歌
オープニングテーマ「ヒマワリの教会」
歌：はな / 作詞：藤倉絢一 / 作曲・編曲：松本文紀
夏咲詠 エンディングテーマ「希望の前で待ち合わせ」
歌：はな / 作詞：藤倉絢一 / 作曲・編曲：松本文紀
野々原雛桜 エンディングテーマ「さくらとことり」
歌：はな / 作詞：藤倉絢一、紺野アスタ / 作曲・編曲：松本文紀
鷺月ルカ エンディングテーマ「コトバラ」
歌：はな / 作詞：藤倉絢一 / 作曲・編曲：松本文紀
朧白・ヒポポ・金剛石 エンディングテーマ「キスキラリ」
歌：はな / 作詞：藤倉絢一 / 作曲・編曲：松本文紀
鮎ヶ瀬月子 エンディングテーマ「夏色Sunshine Flower」
歌：今井麻美 / 作詞：青Yりんご / 作曲：濱田智之 / 編曲：鳥海剛史
※PS3/PSP版で追加

## 制作スタッフ
（出典：）
- 企画：藤倉絢一、J・さいろー
- 原画・キャラクターデザイン：狗神煌（詠）、基4%（雛桜）、硯（ルカ）、高苗京鈴（金剛石）、龍目（PS3/PSP版）
- シナリオ：J・さいろー（詠ルート）、紺野アスタ（雛桜ルート）、藤倉絢一（ルカ・金剛石ルート）、黒田カイエ
- 音楽：松本文紀
- プロデューサー：すかぢ
- ムービー：癸乙夜【Mju:z】